# 陳起鯤
陳起鯤（？—？），中國清朝官員，江西崇仁人。乾隆五十一年（1786年）舉人。嘉慶八年（1803年），陳起鯤接替翟灝擔任台灣府嘉義縣知縣。掌管今嘉義縣、嘉義市、雲林縣一帶政事。